# Tersana SC
Tersana Sporting Club (arabsky نادي الترسانة الرياضي) je egyptský fotbalový klub hrající v Egyptské druhé divizi. Své domácí zápasy hraje na stadionu Mit Okba Stadium s kapacitou pro 15 000 diváků. Největšího úspěchu dosáhli v roce 1963, kdy vyhráli Egyptskou Premier League. Tersana je rovněž třetím nejúspěšnějším týmem v počtu vítězství v Egyptském poháru (po Al-Ahly a Zamalku).

## Ocenění
- Egyptská Premier League: 1x

1963
- Egyptský pohár: 6x

1923, 1929, 1954, 1965, 1967, 1986

## Účast v soutěžích CAF
- Konfederační pohár CAF: 1x

1987 (Druhé kolo)

## Významní hráči
- Mohamed Aboutrika
- Hassan El-Shazly
- Mohamed Abdel Wahed